# たいよう農園
株式会社たいよう農園（たいようのうえん）は、愛媛県西予市三瓶町に本社を置きホテル運営等を行う企業。

## 概要
愛媛県内で養豚業を営む太陽ファームのグループ会社である。
宿泊特化型ホテル「ホテルたいよう農園」を愛媛県･徳島県に展開している。グループで栽培した野菜や豚肉を食材として活用する地産地消が特徴としている。

## 沿革
- 2016年
  - 1月 - 創業。
  - 3月　- 宿泊施設向けに業務用食品卸業務の開始。
- 2017年12月 - 「ホテルたいよう農園　徳島県庁前」（徳島県徳島市）がオープン。
- 2018年4月 - 「ホテルたいよう農園　古三津」（愛媛県松山市）がオープン[1]
- 2019年2月 - 「ホテルたいよう農園　二番町」（愛媛県松山市）がオープン[2]。

## グループ会社
- 有限会社太陽ファーム（養豚業）
- 農事組合法人たいよう農園